# Емануель Вілья
Емануе́ль Алеха́ндро Ві́лья Ло́пес (ісп. Emanuel Alejandro Villa López, нар. 24 лютого 1982, Касільда) — аргентинський футболіст, що грав на позиції нападника, зокрема за низку аргентинських і мексиканських команд, а також англійський «Дербі Каунті».

## Ігрова кар'єра
У дорослому футболі дебютував 2001 року виступами за команду «Уракан», в якій провів два роки, взявши участь у 45 матчах чемпіонату.
Згодом з 2003 по 2006 рік грав за «Атлетіко Рафаела» і «Росаріо Сентраль», після чого перебрався до Мексики, ставши гравцем «Атласа», а ще за рік — команди «Естудіантес Текос». В обох мексиканських клубах демонстрував високу резальтативність і привернув увагу скаутів представників європейських чемпіонатів.
На початку 2008 року за два мільйони фунтів стерлінгів перейшов до англійського «Дербі Каунті», з яким уклав контракт на 3,5 роки. За півроку, що залишалися до закінчення сезону 2007/08 декілька разів відзначався забитими голами, що не допомогло його команді уникнути пониження в класі. Згодом провів ще один сезон у Чемпіоншипі, після чого ініціював розірвання контракту, зазначивши причиною бажання дружини повернутися до Мексики.
Був змушений сплатити неустойку за передчасне завершення співпраці з «Дербі Каунті», після чого повернувся до Мексики, уклавши у липні 2009 «Крус Асуль». У новій команді відразу став ключовим атакувальним гравцем, в Апертурі мексиканської першості 2009 року забив 11 голів і здобув титул найкращого бомбардира змагання. Загалом відіграв за команду з Мехіко три роки своєї ігрової кар'єри, незмінно як один з її головних бомбардирів, маючи середню результативність на рівні 0,51 гола за гру першості.
Протягом 2012—2015 років захищав кольори «УНАМ Пумас» та «УАНЛ Тигрес», після чого став гравцем «Керетаро». Після приходу до цієї команди удруге виборов титул найкращого бомбардира сезону в Мексиці, забивши 13 голів в Апертурі 2015 року. На початку 2018 року на правах оренди приєднався до команди «Селая», а згодом того ж року оголосив про завершення ігрової кар'єри.

## Титули і досягнення
- Володар Кубка Мексики (1):

«Керетаро»: 2016